# Grand Prix de Wallonie 1975
La 16e édition du Grand Prix de Wallonie a eu lieu le 1975. Elle a été remportée par le Belge André Dierickx.

## Classement final
André Dierickx remporte la course en parcourant les 208 kilomètres en 5 h 36 min 42 s à la vitesse moyenne de 37,065 km/h.
| Classement final, | Classement final, | Classement final, | Classement final,              | Classement final,  |
|                   | Coureur           | Pays              | Équipe                         | Temps              |
| ----------------- | ----------------- | ----------------- | ------------------------------ | ------------------ |
| 1er               | André Dierickx    | Belgique          | Rokado                         | en 5 h 36 min 42 s |
| 2e                | Eddy Merckx       | Belgique          | Molteni                        |                    |
| 3e                | Ferdinand Bracke  | Belgique          | TI-Raleigh                     | + 2 min 21 s       |
| 4e                | Cyrille Guimard   | France            | Carpenter-Confortluxe-Flandria |                    |
| 5e                | Gustaaf Hermans   | Belgique          | Ijsboerke-Colner               |                    |
| 6e                | Roger Rosiers     | Belgique          | Super Ser-Zeus                 |                    |
| 7e                | Roger Verschaeve  | Belgique          | Carpenter-Confortluxe-Flandria |                    |
| 8e                | Benny Schepmans   | Belgique          | Gero-Jaga                      |                    |
| 9e                | Serge Van Daele   | Belgique          | Gero-Jaga                      |                    |
| 10e               | Roger Loysch      | Belgique          | Alsaver-Jeunet-De Gribaldy     |                    |
| modifier          |                   |                   |                                |                    |